# كاجامار (ساو باولو)
كاجامار (بالبرتغالية: Cajamar‏) هي بلدية في ولاية ساو باولو، البرازيل. وهي جزء من منطقة ساو باولو الحضرية. يبلغ عدد سكانها 77,934 (تقديرات عام 2020) في مساحة 131.39 كيلومترًا مربعًا. يحدها جوندياي من الشمال، وفرانكو دا روشا وكايراس من الشرق، وعاصمة الجنوب الشرقي سانتانا دو بارنايبا وبيرابورا دو بوم جيسوس من الغرب.